# Марк Алеу
Марк Алеу-і-Сос'єс, ісп. Marc Aleu i Socies, відомий як Крам (*1922, Барселона — †1996, Кадакес) — іспанський художник.
Навчався у Вищій школі мистецтв в Барселоні, почав кар'єру з виставки у Залі Живопису (Sala Pictòria) в 1946. Працював у Парижі (1952) та Осло (1954), де організував персональні виставки. Працював у стилі неомагістики та експресіонізму, був учасником творчих груп «Cercle Maillol» та «Нове Мистецтво», був близьким з групою «Dau al Set». У 1955 разом з Модестом Куйксартом, Хосепом Ґіновартом, Хорді Меркаде, Антоні Тапієсом, Хаумом Муксартом і Хоаном-Хосепом Тарратсом створив групу «Таюй». Організував виставки в Каїрі та Бейруті.